# Nicolae Vlad
Mircea Nicolae Vlad (ur. 22 października 1956, zm. 1980) – rumuński judoka
Uczestnik mistrzostw świata w 1979. Złoty medalista mistrzostw Europy w 1980 i brązowy w 1979. Trzeci na akademickich MŚ w 1977 roku.